# René Crabos
René Crabos (7 de fevereiro de 1899 — 17 de junho de 1964) foi um jogador de rugby union francês, medalhista olímpico.

## Carreira
Durante a sua carreira desportiva, representou os clubes Sport athlétique Saint-Séverin, US Dax, Stadoceste tarbais e Racing Club de France, com os quais disputou a final do campeonato francês em 1920. No final da carreira, retornou à sua cidade natal.
Ele integrou a equipe da Seleção da França que conquistou a medalha de prata nos Jogos Olímpicos de Verão de 1920 em Antuérpia. Na partida disputada no Estádio Olímpico em 5 de setembro de 1920, os franceses perderam para a seleção dos Estados Unidos por 0–8. Como esta foi a única partida disputada nesta competição, significou que conquistaram a medalha de prata.
Foi presidente da Fédération Française de Rugby entre 1952 e 1962, bem como presidente da Fédération Internationale de Rugby Amateur (FIRA) (agora conhecida como Rugby Europe) de 1954 a 1962.